# Bouma (achternaam)
Bouma is een van oorsprong Friese achternaam, samengesteld uit de woorden bouw, wat kan refereren aan het beroep van de drager van de naam, en het Friese achtervoegsel -ma.
Personen met deze achternaam zijn onder anderen:
- Arnold Bouma (1932), Nederlands geoloog
- Bert Bouma, Nederlands scenarioschrijver
- Bert Bouma (1930-2022), Nederlands voetballer
- Bob Bouma (1929-2009), Nederlands televisiepresentator, zoon van Siebe Jan Bouma
- Dolf Bouma (1920-2020), Nederlands civiel ingenieur en emeritus hoogleraar
- Eelco Bouma (1964), Nederlands golfer
- Erno Bouma (1960), Nederlands agrometeorologisch specialist
- Jan Liebe Bouma (1889-1971), Nederlands ARP-politicus
- Japke-d. Bouma (1970), Nederlands columnist
- Jelle Bouma (1984), Nederlands voetballer
- Johannes Lützen Bouma (1934), Nederlands econoom en hoogleraar bedrijfshuishoudkunde
- Kinge Bouma (1978), Nederlands softballer
- Margriet Bouma (1912-2005), Nederlands olympisch alpineskiester
- Maya Bouma (1933-1998), Nederlands actrice, dochter van Siebe Jan Bouma
- Siebe Jan Bouma (1899-1959), Nederlands architect en stedenbouwkundige
- Stefanie Bouma (1982), Nederlands atlete
- Wilfred Bouma (1978), Nederlands voetballer